# John Stenbergs Maskinfabrik
John Stenbergs maskinfabrik grundades 1882 av ingenjören John Didrik Stenberg (1841–1886) på Broholmen i Helsingfors. Det producerade bland annat ångmaskiner och växellådor. Den omvandlades 1892, efter hans död, till ett aktiebolag. Företaget omdöptes till Oy John Stenberg Ab 1937.
John Stenbergs Maskinfabrik började tillverka bensinmotorer på 4–15 hästkrafter 1895. De användes för båtar och lokomotiv och större delen exporterades till Ryssland. År 1907 tillverkades 25 motorbåtar, vilket var samtliga motorbåtar som det året gjordes i Finland.
År 1912 hade företaget 200 anställda och tillverkade bland annat olika motorer, ångpannor och hissar.
Företaget köptes 1975 av Wärtsilä och fusionerades med detta 1980.